# Surfing with the Alien
Surfing with the Alien je druhé studiové album amerického rockového kytaristy Joe Satrianiho, vydané v roce 1987 u Relativity Records.

## Seznam skladeb
Všechny skladby napsal Joe Satriani.
1. „Surfing with the Alien“ – 4:20
2. „Ice 9“ – 4:08
3. „Crushing Day“ – 5:16
4. „Always with Me, Always with You“ – 3:20
5. „Satch Boogie“ – 3:10
6. „Hill of the Skull“ – 1:46
7. „Circles“ – 3:27
8. „Lords of Karma“ – 4:46
9. „Midnight“ – 1:42
10. „Echo“ – 5:38

## Sestava
- Joe Satriani – kytara, baskytara, klávesy, perkuse, programované bicí
- Bongo Bob Smith – programované bicí, perkuse
- Jeff Campitelli – bicí, perkuse
- John Cuniberti – perkuse